# Worms-Pfeddersheim

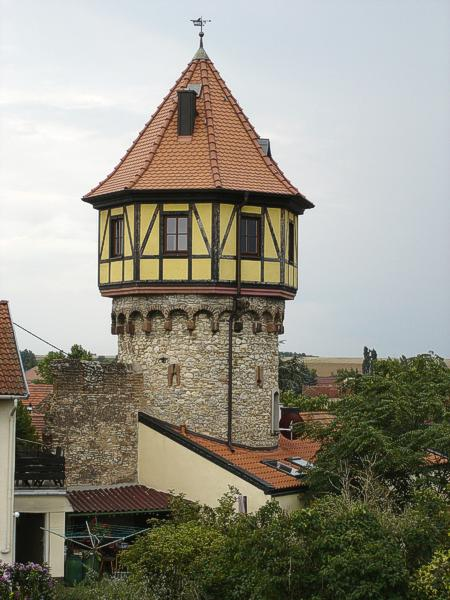
Toren van de voormalige stadsmuur

Pfeddersheim is een voormalige vrije rijksstad van het Heilige Roomse Rijk, ten westen van de Duitse stad Worms gelegen. In 1969 werd het een stadsdeel van Worms met de naam Worms-Pfeddersheim. Pfeddersheim heeft 7.414 inwoners (2009).
De plaats heeft een station aan de spoorlijn tussen Worms en Bingen. De snelweg A61 loopt langs de oostkant van Pfeddersheim.
Pfeddersheim wordt omgeven door Riesling-wijngaarden. Er wordt een jaarlijks wijnfestival gehouden, Pfeddersheimer Weinbrunnen geheten. In Pfeddersheim is ook een schoolmuseum (het Professor Dr. Hermann Bertlein Schulmuseum) en een voormalige synagoge uit 1843.

## Geschiedenis
De eerste vermelding van Pfeddersheim stamt uit 754, hoewel archeologische opgraven hebben aangetoond dat het gebied al in Romeinse tijd bewoond was.
In de 19e eeuw was het eens zo belangrijke Pfeddersheim zo klein geworden dat het in 1874 haar stadsrechten verloor. In 1954, ter gelegenheid van het 1200-jarig jubileum van Pfeddersheim, kreeg het de stadsrechten terug, maar in 1969 verloor Pfeddersheim de rechten weer toen het geannexeerd werd als stadsdeel van Worms, ondanks een poging om deze annexatie via de rechter ongedaan te maken. In 2004 vierde Pfeddersheim haar 1250-jarig jubileum.